# Morti nel 1980/Luglio
| Questa pagina contiene informazioni ricavate automaticamente dalle voci biografiche con l'ausilio del template Bio e di un bot. L'aggiornamento è periodico e automatico e ricostruisce completamente la pagina. Se manca una persona in questa lista, sei pregato di non aggiungerla, ma accertati piuttosto che la sua voce biografica contenga il template Bio e che i dati anagrafici siano correttamente compilati. Se il template Bio manca, inseriscilo tu stesso o, in alternativa, metti l'avviso {{tmp\|Bio}} che ne segnala la mancanza. Se i dati riportati sono sbagliati, correggi direttamente la voce biografica; le modifiche saranno visibili in questa lista entro pochi giorni. Per chiarimenti vedi il progetto biografie. La lista contiene solo le 95 persone che sono citate nell'enciclopedia e per le quali è stato implementato correttamente il template Bio. Pagina aggiornata al 3 mar 2024. |

- 1º luglio - Mario De Luca, economista italiano (n. 1908)
- 1º luglio - Charles Percy Snow, scrittore e fisico inglese (n. 1905)
- 1º luglio - Tadao Takayama, calciatore giapponese (n. 1904)
- 2 luglio - Alfonso Ricciardi, dirigente sportivo, allenatore di calcio e calciatore italiano (n. 1913)
- 3 luglio - Deng Hua, politico e generale cinese (n. 1910)
- 3 luglio - Carlo Montrasio, calciatore italiano (n. 1907)
- 4 luglio - Gregory Bateson, antropologo, sociologo e psicologo britannico (n. 1904)
- 4 luglio - Friedrich Tamms, architetto tedesco (n. 1904)
- 4 luglio - Pedro Vallana, calciatore, allenatore di calcio e arbitro di calcio spagnolo (n. 1897)
- 4 luglio - Charles Van Enger, direttore della fotografia statunitense (n. 1890)
- 5 luglio - Ettore Carruccio, storico della scienza, logico e matematico italiano (n. 1908)
- 5 luglio - Giorgio Amelio Roccamonte, scultore italiano (n. 1927)
- 6 luglio - Bayard Taylor Horton, medico statunitense (n. 1895)
- 6 luglio - Gail Patrick, attrice cinematografica e produttrice televisiva statunitense (n. 1911)
- 6 luglio - Augusto Talamona, politico italiano (n. 1920)
- 7 luglio - Reginald Gardiner, attore inglese (n. 1903)
- 7 luglio - Gorham Getchell, cestista, allenatore di pallacanestro e giocatore di football americano statunitense (n. 1920)
- 7 luglio - Dmitrij Aleksandrovič Romanov,  russo (n. 1901)
- 7 luglio - Dore Schary, sceneggiatore e produttore cinematografico statunitense (n. 1905)
- 7 luglio - Dan White, attore statunitense (n. 1908)
- 7 luglio - Wilhelm Zoepf, militare tedesco (n. 1908)
- 8 luglio - Rudolf Creutz, militare austriaco (n. 1896)
- 8 luglio - Hans-Joachim Schoeps, storico e filosofo tedesco (n. 1909)
- 8 luglio - Sister Gertrude Morgan, pittrice, musicista e predicatrice statunitense (n. 1900)
- 9 luglio - Arend Heyting, matematico e logico olandese (n. 1898)
- 9 luglio - Juan Larrea, scrittore e poeta spagnolo (n. 1895)
- 9 luglio - Vinícius de Moraes, poeta, cantautore e drammaturgo brasiliano (n. 1913)
- 10 luglio - Carlo Cotti, pittore e restauratore svizzero (n. 1903)
- 10 luglio - Komako Kimura, attrice, danzatrice e editrice giapponese (n. 1887)
- 10 luglio - Joseph Krumgold, scrittore e sceneggiatore statunitense (n. 1908)
- 10 luglio - Grigorij Novak, sollevatore sovietico (n. 1919)
- 10 luglio - Alfredo Sivocci, ciclista su strada e dirigente sportivo italiano (n. 1891)
- 11 luglio - Zygmunt Berling, generale e politico polacco (n. 1896)
- 11 luglio - Peggy Knudsen, attrice statunitense (n. 1923)
- 11 luglio - Shellie McMillon, cestista statunitense (n. 1936)
- 11 luglio - Mario Schisa, pianista e compositore italiano (n. 1906)
- 12 luglio - Mario Medda, pentatleta italiano (n. 1943)
- 12 luglio - Arsène Mersch, ciclista su strada e ciclocrossista lussemburghese (n. 1913)
- 13 luglio - Juan García Oliver, rivoluzionario e anarchico spagnolo (n. 1902)
- 13 luglio - Seretse Khama, politico botswano (n. 1921)
- 14 luglio - Salvatore Russo, politico italiano (n. 1899)
- 15 luglio - Ben Selvin, musicista, direttore d'orchestra e produttore discografico statunitense (n. 1898)
- 15 luglio - Paul Valcke, schermidore belga (n. 1914)
- 16 luglio - William Chalmers, allenatore di calcio e calciatore scozzese (n. 1907)
- 16 luglio - Hubert Jedin, storico e presbitero tedesco (n. 1900)
- 17 luglio - Don "Red" Barry, attore statunitense (n. 1912)
- 17 luglio - Boris Nikolaevič Delone, matematico sovietico (n. 1890)
- 17 luglio - Francesco Ferrari, politico italiano (n. 1893)
- 17 luglio - Roberto Goitre, direttore di coro, compositore e docente italiano (n. 1927)
- 17 luglio - Alan Mansfield, avvocato australiano (n. 1902)
- 17 luglio - Marcelo Quiroga Santa Cruz, politico boliviano (n. 1931)
- 18 luglio - Silvio Griggio, dirigente sportivo e calciatore italiano (n. 1906)
- 19 luglio - Nihat Erim, politico turco (n. 1912)
- 19 luglio - Wataru Ishijima, paleontologo e geologo giapponese (n. 1906)
- 20 luglio - Piet Bouman, calciatore olandese (n. 1892)
- 20 luglio - Dino Luperi, calciatore italiano (n. 1898)
- 20 luglio - Oszkár Vilezsál, allenatore di calcio e calciatore ungherese (n. 1930)
- 20 luglio - Roger de Vilmorin, botanico e genetista francese (n. 1905)
- 21 luglio - Wilson Pinheiro, sindacalista, politico e ambientalista brasiliano (n. 1933)
- 21 luglio - Salah al-Din al-Bitar, politico siriano (n. 1912)
- 22 luglio - Sigfrido Burmann, scenografo e decoratore spagnolo (n. 1891)
- 22 luglio - Pierre Coquelin de Lisle, tiratore a segno francese (n. 1900)
- 22 luglio - Leonia Milito, religiosa italiana (n. 1913)
- 22 luglio - Raimondo Piredda, poeta e scrittore italiano (n. 1916)
- 22 luglio - Ali Akbar Tabatabaei, funzionario iraniano (n. 1930)
- 23 luglio - Alfonso Comin, ingegnere spagnolo (n. 1933)
- 23 luglio - Mario Fantin, alpinista e regista italiano (n. 1921)
- 23 luglio - George Johnson, generale inglese (n. 1903)
- 23 luglio - Fred Kaps, illusionista olandese (n. 1926)
- 23 luglio - Mollie Steimer, attivista, scrittrice e fotografa sovietica (n. 1897)
- 24 luglio - Davis Grubb, scrittore statunitense (n. 1919)
- 24 luglio - Uttam Kumar, attore, regista e produttore cinematografico indiano (n. 1926)
- 24 luglio - Ubaldo Lopardi, politico italiano (n. 1913)
- 24 luglio - Francesco Morando, calciatore italiano (n. 1897)
- 24 luglio - Peter Sellers, attore, sceneggiatore e regista britannico (n. 1925)
- 25 luglio - Erich Fuchs, funzionario tedesco (n. 1902)
- 25 luglio - Euphemia Haynes, matematica e educatrice statunitense (n. 1890)
- 25 luglio - Giovanni Battista Marini, poeta italiano (n. 1902)
- 25 luglio - Vladimir Semënovič Vysockij, cantautore, attore e poeta sovietico (n. 1938)
- 26 luglio - François Louis Ganshof, storico belga (n. 1895)
- 26 luglio - Allen Hoskins, attore statunitense (n. 1920)
- 26 luglio - Federico Munerati, calciatore e allenatore di calcio italiano (n. 1901)
- 26 luglio - Fritz Müller, geologo svizzero (n. 1926)
- 27 luglio - Rushdy Abaza, attore, sceneggiatore e produttore cinematografico egiziano (n. 1926)
- 27 luglio - Mohammad Reza Pahlavi,  persiano (n. 1919)
- 28 luglio - Gino Avena, ingegnere e architetto italiano (n. 1898)
- 28 luglio - Adolfo Grosso, ciclista su strada italiano (n. 1927)
- 28 luglio - Francesco Ricceri, vescovo cattolico italiano (n. 1903)
- 28 luglio - Linuccia Saba, pittrice e letterata italiana (n. 1910)
- 29 luglio - Georg Graf von Plettenberg, militare tedesco (n. 1918)
- 29 luglio - Filipp Ivanovič Golikov, generale e politico sovietico (n. 1900)
- 29 luglio - Eduardo Rovira, musicista e compositore argentino (n. 1925)
- 30 luglio - Charles McGraw, attore statunitense (n. 1914)
- 31 luglio - Pascual Jordan, fisico e matematico tedesco (n. 1902)
- 31 luglio - Mohammed Rafi, cantante indiano (n. 1924)